# Ichneumon raptor
Ichneumon raptor är en stekelart som beskrevs av Müller 1776. Ichneumon raptor ingår i släktet Ichneumon och familjen brokparasitsteklar. Inga underarter finns listade i Catalogue of Life.